# معالجة بالصوت
يتألف علاج الصوت من تقنيات وإجراءات تستهدف معايير الصوت، مثل إغلاق الطيات الصوتية ودرجة الصوت ومستوى الصوت وجودته. يقدم هذا العلاج أخصائيو أمراض النطق واللغة، ويُستخدم بشكل أساسي للمساعدة في علاج اضطرابات الصوت، أو لتغيير جودة الصوت بشكل عام، كما هو الحال في علاج الصوت للمتحولين جنسيا [الإنجليزية]. يُعدّ علم أصول التدريس الصوتي مجالًا مرتبطًا بتعديل الصوت لأغراض الغناء. كما قد يُستخدم علاج الصوت لتعليم تدابير وقائية، مثل نظافة الصوت وممارسات التحدث أو الغناء الآمنة الأخرى..

## التوجهات
هناك عدة توجهات لإدارة علاج الصوت. يختلف النهج المتبع في علاج الصوت من فرد لآخر، إذ لا توجد طريقة علاجية واحدة تناسب جميع الأفراد. ينبغي أن تراعي طريقة العلاج المحددة نوع الاضطراب وشدته، بالإضافة إلى الصفات الفردية كالخصائص الشخصية والثقافية. فيما يلي وصف لبعض التوجهات الشائعة.

### عرضي
يهدف علاج الصوت العرضي إلى تعديل الأعراض التي يسببها اضطراب الصوت بشكل مباشر أو غير مباشر. تُنفذ التقنيات لتسهيل الإنتاج والحفاظ على الصوت الأكثر ملاءمة للفرد. يمكن للعلاج الصوتي العرضي تعديل التنفس والنطق والرنين والصوت وارتفاع الصوت ومعدله وتوتر عضلات الحنجرة وقد يساعد في تغيير صوت إعادة تحديد الجنس [الإنجليزية].

### فسيولوجي
يمكن اعتماد علاج الصوت الفسيولوجي عندما يكون اضطراب الصوت ناتجًا عن اضطراب في فسيولوجيا الآلية الصوتية. يعمل العلاج على تعديل النشاط الفسيولوجي غير الطبيعي الذي يؤثر على التنفس والنطق والرنين بشكل مباشر. يهدف علاج الصوت الفسيولوجي إلى خلق توازن بين الأنظمة الفرعية المختلفة..

### صحي
يتضمن علاج الصوت الصحي تعديل السلوكيات الصوتية غير المناسبة أو التخلص منها والتي تؤدي إلى خلل في الصوت. بمجرد تعديل السلوكيات، قد يتحسن الصوت إلى حالة طبيعية. يتحسن الصوت دون استهداف الآليات الفسيولوجية بشكل مباشر. يستخدم علاج الصوت الصحي تقنيات مختلفة تُستخدم لكل من إدارة اضطرابات الصوت والوقاية منها. لإدارة الاضطرابات، يُستخدم علاج الصوت الصحي عادةً بالتزامن مع طرق علاج الصوت الأخرى. يمكن أن تتضمن برامج النظافة الصوتية العديد من المكونات المختلفة ولكنها عادةً ما تتضمن جوانب الكلام وغير الكلام. تشمل جوانب الكلام معالجة ارتفاع الصوت وكمية الاستخدام. بينما تتناول المكونات غير الكلامية عادةً مكونات مثل الحساسية أو الارتجاع الحنجري البلعومي. قد يتضمن برنامج النظافة الصوتية أيضًا مكونًا حول التعرف على كيفية عمل الصوت (مثل علم التشريح وعلم وظائف الأعضاء).
بعض إرشادات النظافة الصوتية لتحسين صحة الصوت:
- تجنب السلوكيات التي تُسبب صدمة صوتية (مثل تنظيف الحلق والصراخ والهتاف والبكاء المفرط والتحدث وسط ضوضاء خلفية عالية وزيادة استخدام مكبرات الصوت عند الحاجة).
- قلل أو توقف عن استخدام الكحول والكافيين والمخدرات (مثل التبغ والمخدرات الترفيهية ومضادات الالتهاب غير الستيرويدية والأسبرين).
- زد ترطيب الجهاز التنفسي العلوي (مثل شرب المزيد من الماء، وزيادة رطوبة البيئة قدر الإمكان، وتقليل الوقت الذي تقضيه في البيئات الجافة أو المتربة).
- قلل من كمية الكلام (إذا كنت تستخدم صوتًا مفرطًا أو بعد جراحة الحنجرة).[5][8]

### نفسي
يدرس علاج الصوت النفسي العوامل النفسية والعاطفية التي تسبب اضطراب الصوت وتديمه، ويركز على تعديل تلك العوامل لتحسين وظائف الصوت.

### انتقائي
لا تتعارض توجهات علاج الصوت المختلفة مع بعضها البعض. يمكن استخدام أي مزيج منها في العلاج. يُعرف هذا بعلاج الصوت الانتقائي.

## الإجراءات

### الجراحات الصوتية
في حين أن العلاج بالهرمونات البديلة وجراحة تغيير الجنس قد يُحسّنان المظهر الجسدي الأنثوي، إلا أنهما لا يُغيّران كثيرًا من نبرة الصوت. هناك عدد من الإجراءات الجراحية لتغيير بنية الصوت، ويمكن استخدامها بالتزامن مع علاج الصوت:
- تقريب الغدة الحلقية الدرقية (CTA) (الأكثر شيوعًا)
- جراحة رأب الحنجرة [الإنجليزية]
- تقريب الغدة الدرقية اللامية
- جراحة تصغير الحنجرة (تقصير جراحي للأحبال الصوتية)
- تعديل الصوت بمساعدة الليزر (LAVA)

### طرف اصطناعي للصوت
الطرف الاصطناعي للصوت [الإنجليزية] هو جهاز اصطناعي، عادة ما يكون مصنوعًا من السيليكون، ويستخدم لمساعدة المرضى الذين خضعوا لاستئصال الحنجرة على التحدث.

## التطبيقات

### علاج الصوت الفسيولوجي

#### طريقة اللهجة
هناك العديد من مناهج علاج الصوت الفسيولوجي المختلفة التي يمكن استخدامها في العلاج. ومن الأمثلة على النهج الشامل المستخدم في علاج الصوت طريقة سميث أكسنت، التي طُرِحت كطريقة لتحسين كلٍّ من الكلام وإنتاج الصوت. يمكن استخدام هذه التقنية لعلاج التلعثم والتنفس وخلل اللحن وخلل النطق ولزيادة التحكم في التنفس والتعبير والإيقاع.
الأهداف الرئيسية لأساليب اللكنة هي:
- زيادة الخرج الرئوي
- تقليل توتر العضلات
- تقليل هدر المزمار
- تثبيت النمط الاهتزازي للطيات الصوتية أثناء الكلام.[10]

تُطبّق طريقة اللكنة مرتين إلى ثلاث مرات أسبوعيًا، في جلسات مدتها 20 دقيقة. يتكون الإجراء من جزأين: التنفس الحجابي والعزف الإيقاعي للحروف المتحركة. أثناء التنفس الحجابي، يُدرّب المريض على إثارة ومراقبة التنفس البطني واسترخاء العضلات. ثم تُقدّم الإيقاعات على ضربتين، مع التركيز على الصوت الثاني. ثم يُعمّم الإيقاع المُركّز على نطق أطول بثلاث سرعات (لارجو وأندانتي وأليغرو)، مع الحفاظ على تقنيات التنفس السليمة. ثم تُعمّم الإيقاعات على الكلام الحقيقي، من خلال استخدام التكرار وقراءة المقاطع والمحادثات، والمونولوجات..

### علاج الصوت العرضي

#### حديث الترانيم
هناك مجموعة واسعة من العلاجات التي تندرج تحت علاج الصوت العرضي. ومن الأمثلة على طرق علاج الصوت العرضي أسلوب الترنيم والحديث. يستخدم أسلوب الترنيم والحديث خصائص موجودة مسبقًا موجودة في الموسيقى ذات النمط الترنيمي، مثل الإيقاع والأنماط النغمية. ويُستخدم هذا العلاج لتقليل الجهد الصوتي الذي يسبب إرهاقًا صوتيًا. ويُستخدم العلاج الترنيم لتقليل فرط الأداء الصوتي من خلال التأثير على ارتفاع الصوت وجودته. وتوظف هذه التقنية جودة النغمة المستمرة الموجودة في الترنيم الموسيقي. وبشكل أكثر تحديدًا، ترفع هذه التقنية درجة الصوت أثناء النطق وتطيل حروف العلة وتخفف من حدة المقاطع وتقلل من نوبات الحنجرة التي تبدأ بالكلمة.
تهدف تقنية الترنيم والحديث إلى استخدام جودة الصوت وتقنيات درجة الصوت لتقليل الجهد المبذول أثناء التحدث. وتُعرض هذه التقنية أولًا من خلال استخدام التسجيلات، ثم يُطلب من المريض تقليد أنماط الصوت المحددة. بعد إتقان الترنيم، يُطلب من المريض القراءة بصوت عالٍ بالترنيم وبالنغمة الطبيعية بالتناوب لمدة ٢٠ ثانية. يُطلب من المرضى تقليل الترديد إلى الحد الأدنى، مع الحفاظ على إطالة حروف العلة وبداية نطق الكلمات الحنجرية بشكل مُخفف. تُسجل الجلسات لتوفير تغذية راجعة سمعية.

#### علاج الصوت الرنان
الصوت الرنان هو تقنية تُدرّس غالبًا للممثلين والمغنين لتحسين إنتاج الصوت. يُعلّم علاج الصوت الرنان العملاء استخدام الصوت الرنان لتقليل صدمة الطيات الصوتية. يُنتَج الصوت الرنان مع طيات صوتية مُقرّبة (مغلقة) بشكل طفيف. تُقلّل هذه التقنية من قوة اهتزاز الطيات الصوتية ضد بعضها البعض، مما يُقلّل الصدمة ويُتيح الشفاء. دُرِسَت مجموعة متنوعة من البرامج المختلفة، بما في ذلك علاج الصوت الرنان ليساك-ماسدن (LMRVT) والهمهمة وY-Buzz واستُخدِمت للمساعدة في تعليم الصوت الرنان.
يستخدم كل برنامج استراتيجيات مختلفة قليلاً لتعليم الصوت الرنان. ومع ذلك، فإن جميعها لها هياكل هرمية متشابهة وتشترك في هدف إنتاج صوت قوي وواضح بأقل جهد. في البرامج المذكورة أعلاه، يبدأ العميل بمحاولة إنتاج الرنين أثناء الحروف الساكنة والحروف المتحركة الأنفية، ثم يتقدم إلى استخدام هذه التقنية في الكلمات والجمل والمحادثات. أثناء علاج الصوت، غالبًا ما يساعد الأطباء المرضى على فهم الصوت الرنان من خلال مناقشة مكان "شعور" المريض بصوته. غالبًا ما يصف مرضى خلل النطق أصواتهم بأنها تهتز في الحلق. ويُوصف الصوت الرنان بأنه يهتز أعلى وأبعد للأمام، ويُشعر به عند الحافة السنخية وعظام الفك العلوي.

#### تقنيات توسيع النطاق وتثبيته (REST) والتمارين
تستهدف تقنيات توسيع النطاق وتثبيته (REST) وتمارينها أعراضًا مثل انخفاض نطاق النغمة وانخفاض علو الصوت وعدم استقراره والتي غالبًا ما ترتبط بمجموعة متنوعة من اضطرابات الصوت المختلفة.هناك ثلاثة تمارين رئيسية تعمل على استهداف هذه الأعراض. يُسمى الأول تمرين "التمدد" ويستهدف نطاق النغمة. يُطلب من المريض إيجاد النغمة المريحة له، ثم زيادة الصوت تدريجيًا بمقدار ثلث أوكتاف باستخدام تقنية الانزلاق، ثم العودة برفق إلى النغمة المريحة له في شهيق واحد. يتبع هذا الإجراء زفير وراحة لمدة ثانية إلى ثانيتين، ثم يُكرر مرتين إلى ثلاث مرات. مع تحسن المريض، يمكن زيادة مستويات الأوكتاف. يُسمى الثاني تمرين "المقاومة" ويركز على علو الصوت. يُطلب من المريض استخدام النغمة المريحة له والانتقال من صوت منخفض إلى صوت عالٍ لمدة 3-4 ثوانٍ، متبوعًا بالزفير. من المهم تدريب المريض على القيام بذلك دون إجهاد صوته. التمرين الثالث يسمى تمرين "التحمل"، حيث يُطلب من العميل الاحتفاظ بنغمة لأطول فترة ممكنة من خلال التحكم في الزفير (يجب أن يتم ذلك باستخدام 3-4 نغمات مريحة).

#### التربية الصوتية

##### التربية الصوتيةللغناء، وخاصةالأوبرا
- تدريب على اللهجة للممثلين الذين يحتاجون إلى التحدث بلهجة أو لكنة معينة
- في حين أن العديد من النساء المتحولات جنسياً يرغبن في الغناء مثل النساء المتحولات جنسياً، إلا أن الحصول على صوت أنثوي يتطلب تدريباً مكثفاً. لهذا السبب، فإن معظم من لم يمروا بمرحلة البلوغ الذكوري ويبدأون العلاج بالهرمونات البديلة لديهم فرصة أكبر للحفاظ على هذه الصفة. لمزيد من المعلومات، راجعوا الخصي [الإنجليزية].
- مناظرة
- التحدث أمام الجمهور

#### علاج الصوت للأفراد المتحولين جنسياً
يخضع بعض الرجال والنساء المتحولون جنسيًا أحيانًا لعلاج صوتي لتحسين توافق أصواتهم مع جنسهم. يُعدّ تأنيث الصوت النتيجة المرجوة للتقنيات الجراحية، وعلاج النطق، وبرامج المساعدة الذاتية، ومجموعة واسعة من التقنيات الأخرى لاكتساب صوت أنثوي من صوت يُفترض أنه ذكوري. أما تذكير الصوت فهو استخدام نفس الإجراءات والتقنيات لاكتساب صوت ذكوري.

#### إدارة الصوت بعد استئصال الحنجرة

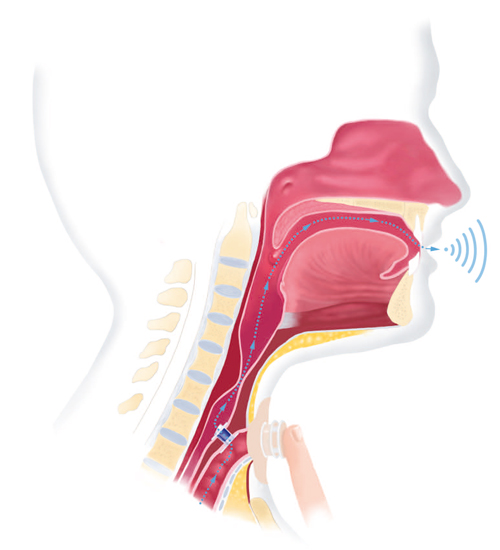
جهاز اصطناعي للصوت

1. قد ينجح بعض المرضى الذين خضعوا لاستئصال الحنجرة في التواصل باستخدام الكلام المريئي، حيث يُبلع الهواء ثم يُطلق تدريجيًا أثناء إنتاج الكلام.[16]
2. وقد يستخدم آخرون الحنجرة الكهربائية (جهاز اهتزاز خارجي)، الذي يُنتج اهتزازات في تجويف الفم لدى المريض لا يستطيع إنتاجها بنفسه دون مرور الهواء عبر طياته الصوتية.[16]
3. المعيار الطبي الحالي بعد استئصال الحنجرة هو ثقب القصبة الهوائية المريئية [الإنجليزية]، والذي يتضمن إدخال طرف اصطناعي للصوت [الإنجليزية].

#### علاج الصوت باستخدام الأطراف الاصطناعية
جهاز الصوت الاصطناعي  [الإنجليزية]هو جهاز صناعي، مصنوع عادةً من السيليكون، يُستخدم لمساعدة المرضى الذين خضعوا لاستئصال الحنجرة على الكلام. يُدخل أنبوب في الرقبة، أسفل الطيات الصوتية، مما يسمح للهواء بالمرور عبر الأنبوب بدلاً من الفم والأنف. بعد استئصال الحنجرة بالكامل، لن يمر الهواء عبر الطيات الصوتية، مما يؤثر بشكل كبير على قدرة الشخص على التواصل شفهيًا. في بعض الحالات، قد يتمكن الشخص من سد الأنبوب بأصابعه والتنفس كما كان يفعل قبل الجراحة أو توصيل صمام بالأنبوب، والذي يعمل على السماح للهواء بالدخول مع منع مرور الطعام إلى القصبة الهوائية. في حالات أخرى، لا يكون هذا خيارًا قابلاً للتطبيق بسبب المقاومة والعدوى ونقص الهواء. يمكن بعد ذلك اللجوء إلى علاج الصوت كوسيلة لاستعادة الشخص قدرته على التواصل شفهيًا. قد تؤثر أجهزة الصوت الاصطناعية وأجهزة التنفس الصناعي على مستوى صوت المتحدث وجودة صوته بشكل عام. وبمساعدة علاج الصوت بالإضافة إلى التعديلات الممكنة على إعدادات جهاز التنفس الصناعي، فإن الهدف هو التعود على استخدام الجهاز وظيفيًا وتعلم التقنيات والمهارات اللازمة للمشاركة في التواصل اليومي.

#### أنواع أخرى من علاج النطق واللغة بعد استئصال الحنجرة: استراتيجيات التواصل
إذا كان الشخص يستخدم جهاز تنفس صناعي مع أنبوبه، فهناك فترات توقف طويلة بين دورات الجهاز. خلال هذه اللحظات، قد يبدأ شخص آخر بالكلام، مما يُحرم الشخص الذي يستخدم جهاز التنفس الصناعي من دوره. يمكن للشخص الذي خضع لاستئصال الحنجرة استخدام أدوات وتقنيات، مثل تلك التي يقدمها أخصائي أمراض النطق واللغة (SLP)، للدفاع عن نفسه أثناء المحادثات، وذلك لضمان حصوله على المساحة اللازمة للمشاركة في المحادثة. كما يمكن لأخصائي أمراض النطق واللغة تقديم معلومات للشخص وللأشخاص الذين يتفاعلون معه بشكل متكرر حول استراتيجيات التواصل التي قد تفيده.

## علاج الصوت عند الأطفال

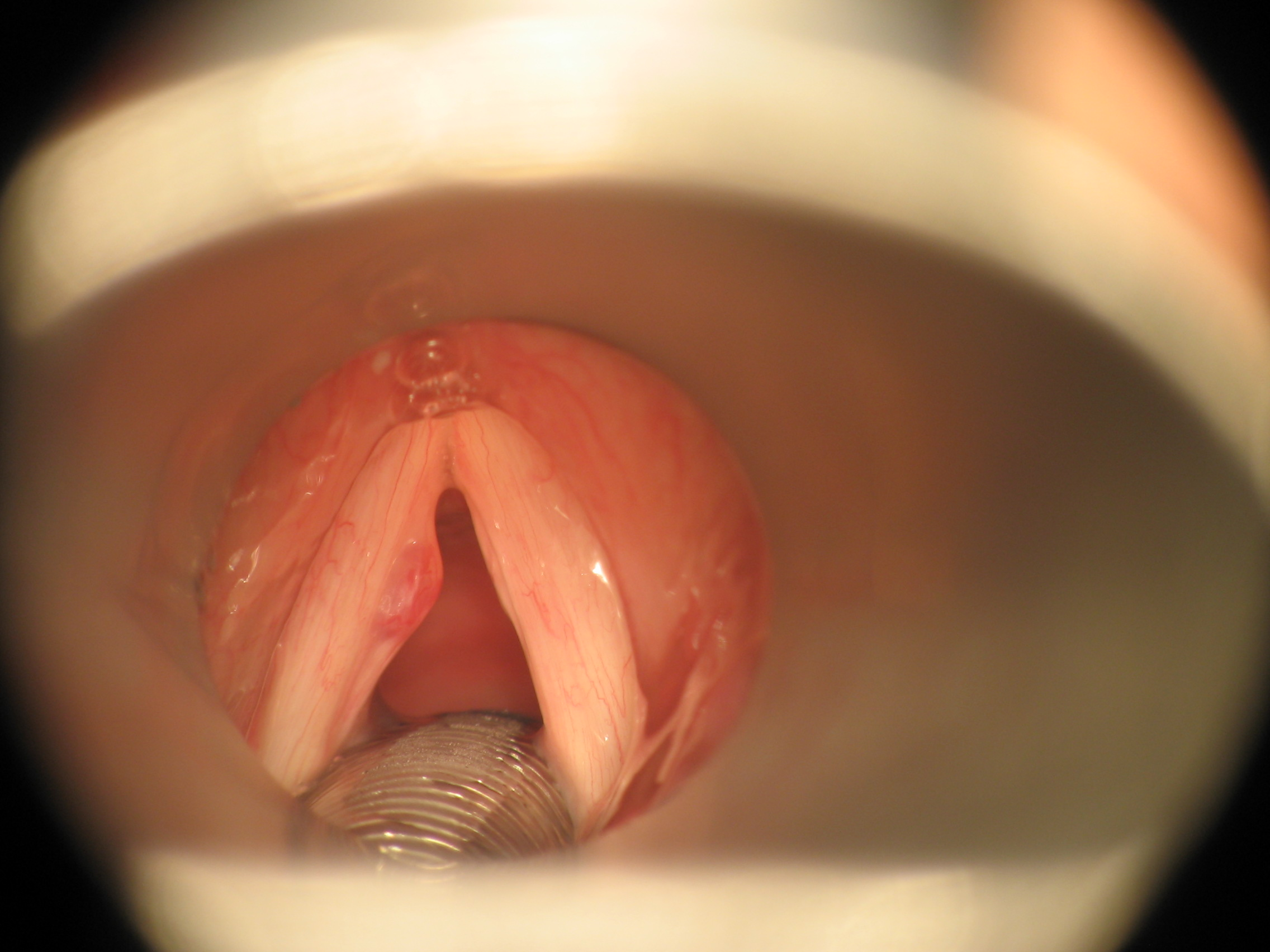
صورة لورم في الطيات الصوتية كما يظهر من خلال الفحص بالمنظار.

عند الأطفال، تُعد اضطرابات الصوت وخلل النطق أمرًا شائعًا للغاية، على الرغم من أن معدل الانتشار المُبلغ عنه يختلف بشكل كبير اعتمادًا على نوع جمع البيانات والموقع الذي تم الحصول عليها منه. تشير بعض التقديرات إلى معدل يتراوح بين 6 و38% من الأطفال في سن المدرسة، وتشير تقديرات أخرى إلى ما بين 2 و23%. يُعد خلل النطق أكثر شيوعًا عند الأطفال الذكور منه عند الإناث خلال سن المدرسة. وعلى العكس من ذلك، اعتبارًا من سن 13 عامًا وحتى مرحلة البلوغ، يكون الاضطراب أكثر شيوعًا عند الإناث. كما أن اضطرابات الصوت الأخرى مثل العقيدات الصوتية شائعة أيضًا عند الأطفال، وخاصة قبل بداية سن البلوغ بنسبة حدوث تتراوح بين 17 و30%. أكثر أمراض الصوت شيوعًا عند الأطفال هي العقيدات (55-68% من الحالات) والأضرار الناجمة عن الآفات الخلقية (27-41% من الحالات). تشمل الأمراض الشائعة الأخرى عند الأطفال أكياس الثنايا الصوتية والسلائل. يمكن أن يؤثر وجود خلل النطق عند الأطفال على الصحة النفسية والأداء الاجتماعي في الحياة الأكاديمية والأسرية ويمكن أن يؤثر بشكل كبير على قدرة الطفل على أداء الوظائف اليومية. علاوة على ذلك، قد تتطور اضطرابات الصوت عند الأطفال إلى مرحلة البلوغ وبالتالي تؤثر سلبًا على الطموحات الشخصية والمهنية. ونتيجة لهذه العواقب، نفذت الولايات المتحدة تفويضًا فيدراليًا من خلال قانون الأفراد ذوي الإعاقة الذي ينص على أن الأطفال الذين يعانون من اضطرابات صوتية تؤثر على أدائهم الأكاديمي يحق لهم الحصول على خدمات داخل المدرسة. وعلى الرغم من ذلك، فإن معايير الخدمات المدرسية متروكة للتفسير، والأطفال الذين يعانون من اضطرابات الصوت لديهم وصول غير متسق إلى العلاج.
كيفية الانتشار
هناك أنواع مختلفة من خلل النطق، ولكل منها وبائيات مميزة.
1. خلل النطق الحاد، الذي عادةً ما يُحفزه سببٌ مُعْدٍ.

- 1. الورم الحليمي التنفسي المتكرر عند الأطفال (RRP)، تضيق تحت المزمار[22][23]

1. اضطرابات الغدد الصماء المُستحثة باضطرابات صوتية[18]
2. حالات الحنجرة التي تُؤدي إلى اضطرابات صوتية مزمنة في مرحلة الطفولة.[22][23]

- 1. عقيدات/أكياس الطيات الصوتية، قصور الحنجرة البلعومية (VPI)، الأغشية الحنجرية الأمامية، شلل الطيات الصوتية

1. اضطرابات الصوت الوظيفية (أي بدون مسببات عصبية/تشريحية)[22][24]

- 1. خلل التوتر العضلي الصوتي، البلوغ الصوتي/الصوت العالي الطفري [22]

### فريق صوت الأطفال
يتضمن علاج الصوت عند الأطفال العمل التعاوني لممارسي الرعاية الصحية متعددي التخصصات في كثير من الأحيان، والذين يشكلون فرق رعاية الصوت. في حالات الأطفال، عادةً ما يكون أخصائي أمراض النطق واللغة (S-LP) هو مقدم العلاج الأساسي. قد يُيسّر أعضاء آخرون في الفريق عمله بناءً على المشكلات المعنية، بما في ذلك طبيب الأنف والأذن والحنجرة للأطفال، وطبيب الرئة/أخصائي الحساسية، والممرضات. بالإضافة إلى ذلك، يمكن أن يشمل أعضاء آخرون في فريق رعاية الصوت أطباء عامين وجراحين وأخصائيين اجتماعيين ومعالجين مهنيين وأخصائيي تغذية وأطباء جهاز هضمي وصيادلة. يمكن تقديم خدمات الصوت في عدد من البيئات، بما في ذلك المستشفيات والعيادات والمدارس والمنازل الشخصية.

### تقييم

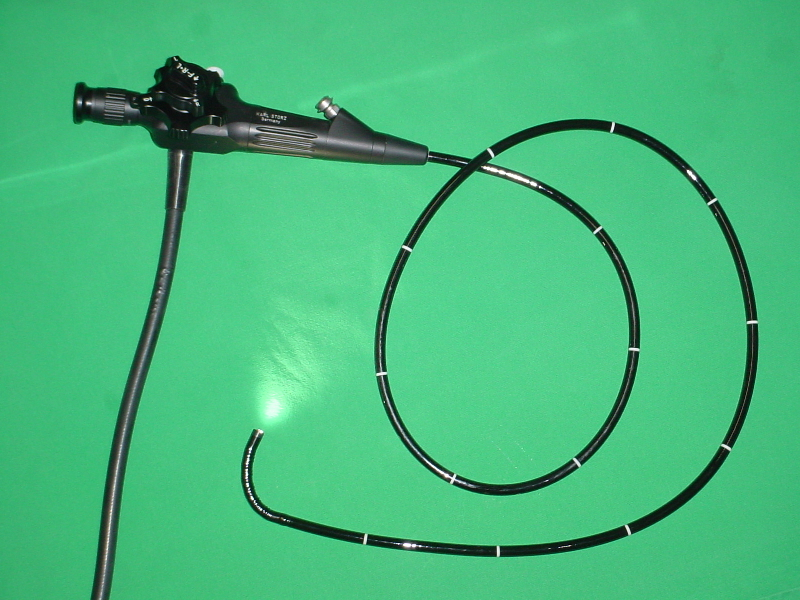
منظار مرن يستخدم للفحص البدني للهياكل الصوتية.

1. المقابلة: الخطوة الأولى في تقييم خلل النطق لدى الأطفال هي المقابلة. في المقابلة، يجب على الطبيب معرفة من لاحظ خلل النطق لأول مرة، وعمر بداية المرض (السنوات/الأشهر المبكرة تشير إلى أمراض خلقية، وسن المدرسة (3-4 سنوات) تشير إلى أمراض مكتسبة)، بالإضافة إلى تطور الاضطراب..[18] يمكن أن يكون التباين في أعراض الاضطراب مفيدًا جدًا في توجيه علاج الصوت.[18][22] على سبيل المثال، إذا تحسن الصوت في عطلات نهاية الأسبوع، فقد يشير ذلك إلى وجود مشكلة كامنة في السلوك الصوتي. وبالمثل، إذا ظلت أمراض الصوت مستقرة أو تغيرت بشكل كبير بغض النظر عن السياق، فمن المرجح أنها لا تتعلق بالجهد الصوتي وتشير إلى تشوه خلقي في بنية الصوت.[18] تتضمن عملية المقابلة أيضًا جمع تاريخ شامل يُطلع الطبيب على عوامل الخطر المحتملة التي تؤثر على الطفل (مثل الولادة المبكرة والإقامة في وحدة العناية المركزة لحديثي الولادة والتاريخ العائلي وجراحات الأنف والأذن والحنجرة وضعف السمع وما إلى ذلك).[18][22] في هذه الحالات، ينبغي على الطبيب فحص اضطرابات البلع والرئتين والجهاز الهضمي التي قد تُسهم في بحة الصوت.[18][23] ومن العوامل المهمة الأخرى التي يجب مراعاتها أثناء المقابلة شخصية الطفل (انطوائي/منفتح، مرح/قلق)، وكيفية تواصله، بالإضافة إلى بيئته المنزلية والمدرسة. قد تُسهم جميع هذه العوامل في اضطراب الصوت نفسه، وكذلك في تأثيره على الأداء الاجتماعي للطفل.[18]منظار مرن يستخدم للفحص البدني للهياكل الصوتية. تقييم وظيفة الصوت: يشمل التقييم السريري لوظيفة الصوت فحص الحنجرة، والفحص الإدراكي للخصائص الصوتية، وجمع عينات صوتية (القراءة والغناء والصوت العالي وحروف العلة المطولة وما إلى ذلك) وفحص السلوكيات الصوتية (الوضعية والتوازن ونشاط عضلات الوجه والرقبة وإيماءات التنفس).[18] كما يشمل مقاييس آلية موضوعية لأقصى زمن نطق (MPT) والارتعاش ونسب s/z وغيرها من السمات الصوتية ذات الصلة (الشدة والنغمة ودرجة الصوت).[18] تشمل الأدوات النوعية المستخدمة لفحص جودة الصوت مقياس درجة خلل النطق والخشونة وضيق التنفس والوهن والإجهاد (GRBAS)، بالإضافة إلى مقياس التقييم الإدراكي السمعي الإجماعي للصوت (CAPE-V).[22]
2. جودة الحياة: بالإضافة إلى ذلك، تُستخدم أحيانًا مقاييس نوعية لتقييم مدى تأثير الاضطرابات الصوتية على التفاعلات الاجتماعية للأطفال وأنشطتهم وتعليمهم. وتشمل هذه المقاييس مؤشر إعاقة الصوت لدى الأطفال (pVHI)، مسح نتائج صوت الأطفال (PVOS) وأجهزة جودة الحياة المتعلقة بصوت الأطفال (PVRQOL).[22][23]
3. الفحص البدني: يُجرى الفحص البدني باستخدام التنظير الداخلي الصلب أو المرن لفحص فسيولوجيا البنى الصوتية.[18]

## العلاج
يجب أن يتبع تشخيص اضطراب الصوت إحالة طبيب حتى يتمكن الطفل من الوصول إلى خدمات العلاج. يمكن أن يشمل علاج اضطرابات الصوت لدى الأطفال مزيجًا من الأساليب السلوكية والدوائية والجراحية. تُستخدم الأساليب السلوكية بشكل شائع لعلاج خلل النطق لدى الأطفال، وخاصة في حالة العقيدات الصوتية.
1. طرق العلاج السلوكية/غير المباشرة: يستخدم النهج السلوكي في العلاج نظافة الصوت كشكل غير مباشر من العلاج، وغالبًا ما يُستكمل بتدريب مباشر على إنتاج الصوت.[20] تعتمد هذه الطريقة بشكل كبير على التعليم وتوجه الأطفال نحو استخدام سلوكيات آمنة صوتيًا، مثل الترطيب.[19] كما تشرح الحاجة إلى الحد من السلوكيات المؤلمة بما في ذلك النطق بصوت عالٍ والسعال وتقليد أصوات الحيوانات والآلات وتوقف الحنجرة الحاد والصراخ عبر مسافات طويلة.[20] في العلاج، يُعلَّم الأطفال مراقبة سلوكهم الصوتي بحثًا عن هذه العلامات، ويُدرَّبون أحيانًا على استخدام صوت بديل لطيف وهادئ..[20]
2. طرق العلاج المباشر: تُستخدم طرق العلاج المباشر لتسهيل استخدام السلوكيات الصوتية الطبيعية لدى الأطفال المصابين بخلل النطق.[19]
3. تمارين وظائف الصوت: مصممة لتحسين التوازن بين التنفس والنطق والرنين.[19] تشمل التمارين تحديد الوضعية الصحيحة والتنفس، وزيادة مدة حروف العلة المستمرة لتحسين دعم التنفس، والانزلاق من النغمات المنخفضة إلى العالية لتقوية العضلة الحلقية الدرقية وتمديد الطيات الصوتية، والانزلاق من النغمات العالية إلى المنخفضة لاستهداف عضلات الغدة الدرقية الطرجهالية، وإنتاج نغمات متنوعة (C-D-E-F-G) من أجل تقوية تقريب الحنجرة.[19]
4. العلاج بالرنين: شكل معدَّل من العلاج بالرنين الصوتي (RVT) مصمم للأطفال للمساعدة في تسهيل التركيز الأمامي من خلال التمارين المطلوبة للإنتاج الأنفي الفموي.[19]
5. إغلاق جزئي للمسالك الصوتية: صُممت الطرق التي تُطبّق إغلاق جزئي للمسالك الصوتية لزيادة كفاءة الصوت وبالتالي تقليل الاهتزازات القوية للطيات الصوتية وتقليل الصدمات الميكانيكية.[19] يسمح هذا بتدريب السلوكيات الصوتية الآمنة، ويوفر فرصة للشفاء الكافي للصدمات/الآفات الصوتية الموجودة.[19] يُعدّ العلاج بالتدفق الصوتي، والنطق القشّي، وطنين الشفاه أمثلة على هذه الطرق.[19]
6. الطرق الجراحية: يُؤخذ العلاج الجراحي لبعض أمراض الصوت في الاعتبار عند فشل طرق العلاج الأخرى، ونادرًا ما يُجرى قبل البلوغ.[23] إذا اعتُبر استخدام الصوت عاملًا مسببًا، فيجب إدارة هذه السلوكيات قبل إجراء الجراحة.[23]